# Fernando de Rojas
Fernando de Rojas (La Puebla de Montalbán, Toledo, c. 1470 - Talavera de la Reina, Toledo, 1541) va ser un notari, escriptor, dramaturg i advocat de Salamanca. Malgrat que no se li coneix cap altra obra escrita, alguns autors li han atribuït l'autoria de La Celestina, estimada com una de les obres cim de la història de la literatura castellana i la més important en la transició entre l'edat mitjana i el Renaixement.
A de Rojas, no se li coneix cap altra obra ni és esmentat per cap dels seus contemporanis. Ell mateix afirma que no va en escriure el primer acte i no sap qui ho va fer, atribuint-lo a Juan de Mena o Rodrigo de Cota.
L'autor dona el seu nom i lloc de naixement en un acròstic al principi de la segona edició castellana de l'any 1500. Part de la seva família hauria estat perseguida per la Inquisició per criptojudaisme, i sembla que ell mateix ha aparegut en documents com a acusat per aquesta institució.

## Biografia
És poc el que se sap d'ell. Segons el que ell afirma en La carta de l'autor a un el seu amic, que precedeix el text de la seva obra de l'edició conservada, hauria estudiat lleis a la Universitat de Salamanca. Sembla documentat que cap a 1496-1497 hauria obtingut el seu grau de batxiller en lleis.
Del 1488 al 1507 va viure a Salamanca. A causa d'un altercat fiscal amb un veí va marxar a Talavera de la Reina, on es va casar i tenir set fills. Va morir el 1541 a Talavera de la Reina, sense fer esment de La Celestina; les seves restes són avui a la col·legiata de Santa María la Mayor de Talavera. Se'n conserva el testament, molt detallat.

## Autoria deLa Celestina

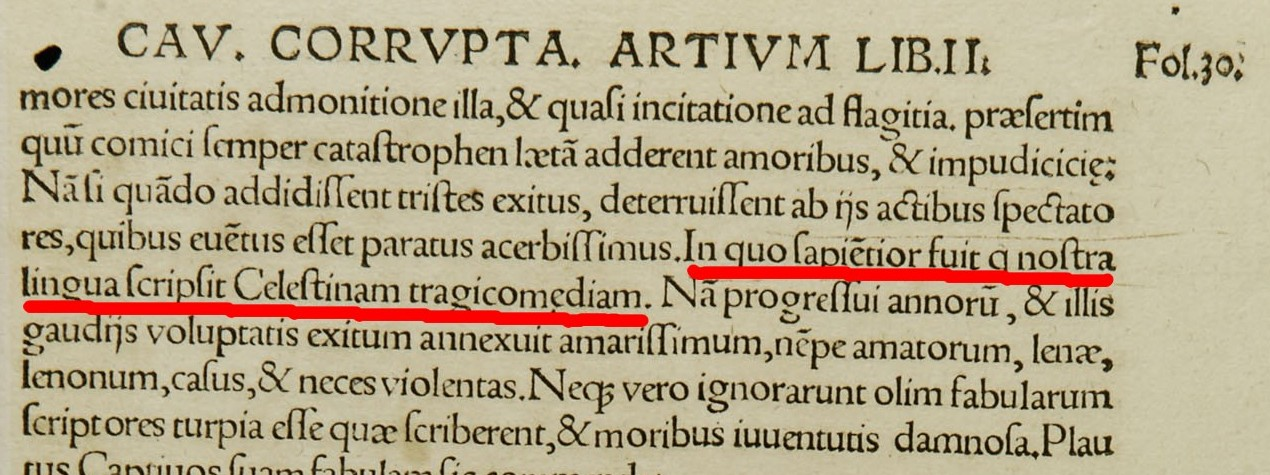
Fragment de Joan Lluís Vives, en què es diu que l'obra va ser escrita "in nostra lingua" ('en la nostra llengua')

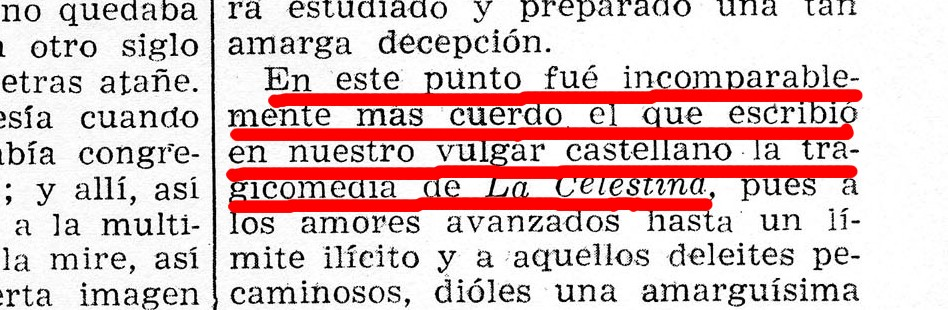
Versió del text de Vives en què s'ha traduït "nostra lingua" per 'en nuestro vulgar castellano'

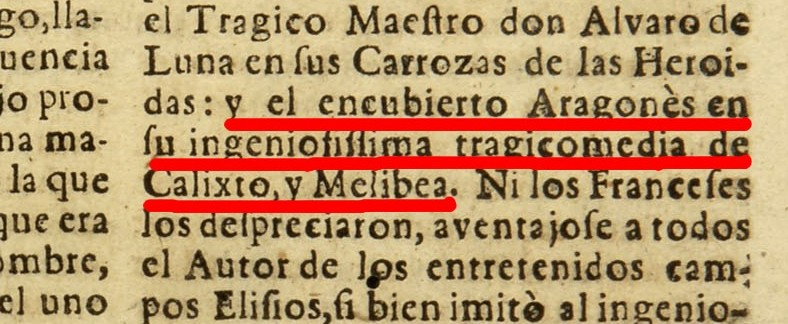
Passatge de lAgudeza y arte de ingenio, de Baltasar Gracián (de 1669 i 1757), en què s'indica que l'autor de la Celestina era "aragonés". De la corona d'Aragó, no de Castella (Salamanca, o Talavera de la Reina)

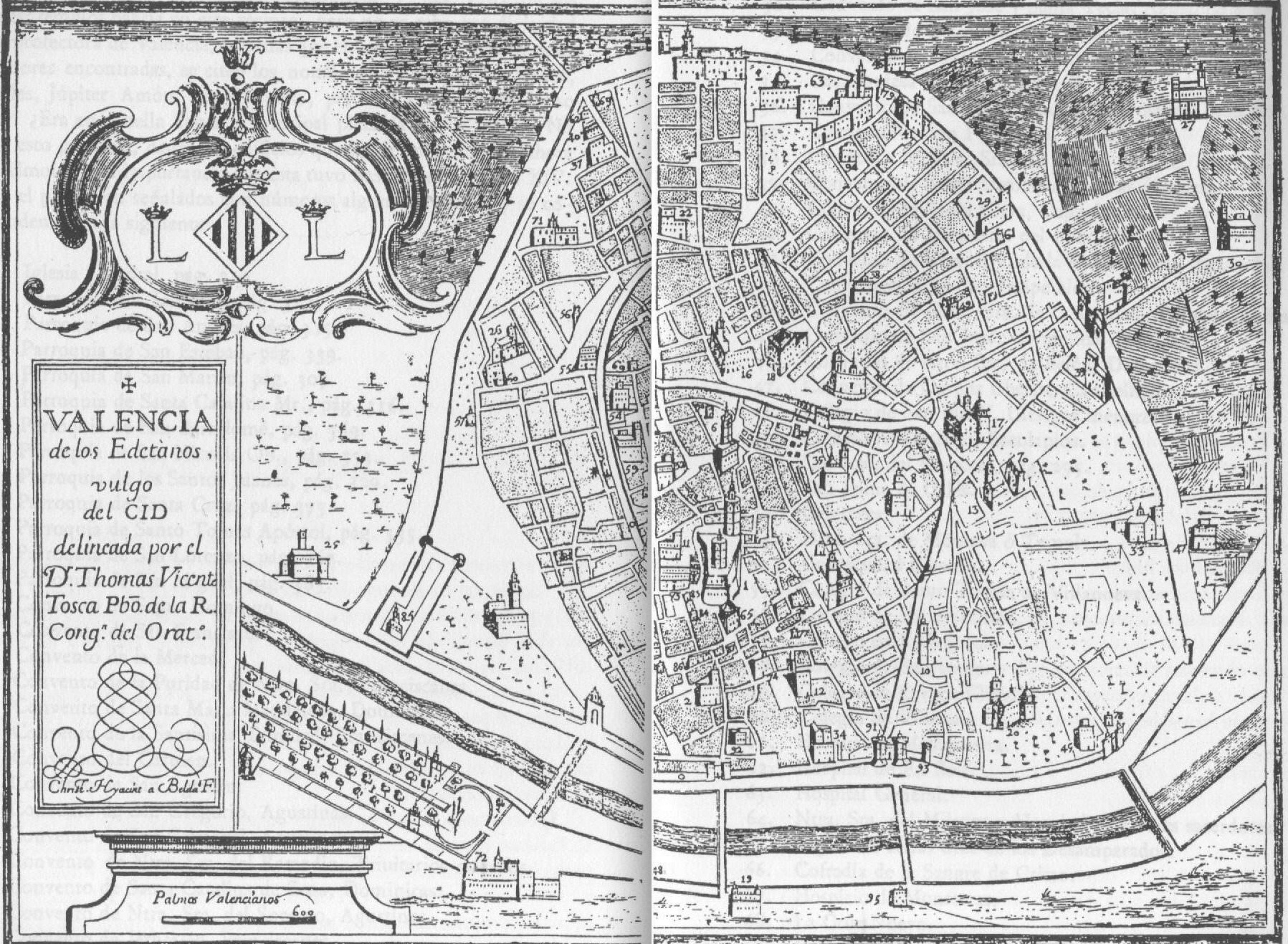
Mapa antic de València, a partir del qual Jordi Bilbeny identifica els escenaris de l'obra

Durant molt de temps, alguns autors han cregut que Fernando de Rojas va existir i que, tal com diu l'edició més antiga de La Celestina, n'és l'autor. Actualment, es pensa que no és improbable que existís aquesta persona, però autors com Alejandro Sendra i Josep Maria Orteu, coincideixen amb el valencià Joan Lluís Vives, contemporani de l'obra, que aquesta va ser originalment escrita en "la nostra llengua", en català. Per exemple, Catalanitat de La Celestina és una tesi que defensa Jordi Bilbeny per la qual La Celestina fou escrita originalment per un autor de València en català, i que l'obra que avui coneixem seria una traducció al castellà feta per la censura de l'època, que feu desaparèixer l'original català.
La tesi es fonamenta en anteriors estudis d'acadèmics de José Guillermo García Valdecasas, doctor en dret per la Universitat de Bolonya i rector d'aquesta universitat, exposats en el llibre La ocultación de la Celestina (2000). L'acció, segons en García Valdecasas (especialista en dret medieval, es basa en les lleis que es descriuen, els elements institucionals, els impostos i les formes de jutjar i executar un presoner) i altres autors, passa a València, on tothom parla català. En l'obra castellana hi ha un gran nombre de catalanismes, també s'hi troba lèxic directament en català i exemples de sintaxi catalans.